# Снопківський парк
Сно́пківський парк — парк (лісопарк) у Галицькому районі Львова, пам'ятка садово-паркового мистецтва місцевого значення (з 1984 р.). Початкова назва парку — «Дружба». У 1990-ті рр. перейменований у «Снопківський» за назвою місцевості Снопків, у якій він розташований. Загальна площа парку 35,66 га.
Снопківський парк був закладений у 1959—1963 роках між вулицями Липова Алея, Стуса, Кримською та Зеленою. Раніше тут був пустир, посеред якого руділи піщані і глиняні кар'єри колишніх цегельних заводів. У парку були висаджені понад 200 порід дерев і чагарників, влаштовано сад безперервного цвітіння на 5 га і розарій з понад 40 сортами троянд. Ростуть дерева і чагарники: гіркокаштан, клен, кипарис, дуб, береза, горобина, смерека, сосна, ліщина велика, багряник японський, бирючина, сніжноягідник, туя західна й інші. А також існують кленові, ясеневі і каштанові алеї. У парку існував розарій.
Мережа алей і доріжок прокладена з таким розрахунком, щоб краще розкрити красиві види парку з перспективою на цікаві місця Львова, а також забезпечити максимальну пропускну здатність під час масових заходів на другому за величиною стадіоні міста, до якого ведуть просторі (завширшки 10—12 м) алеї.

## Фотографії

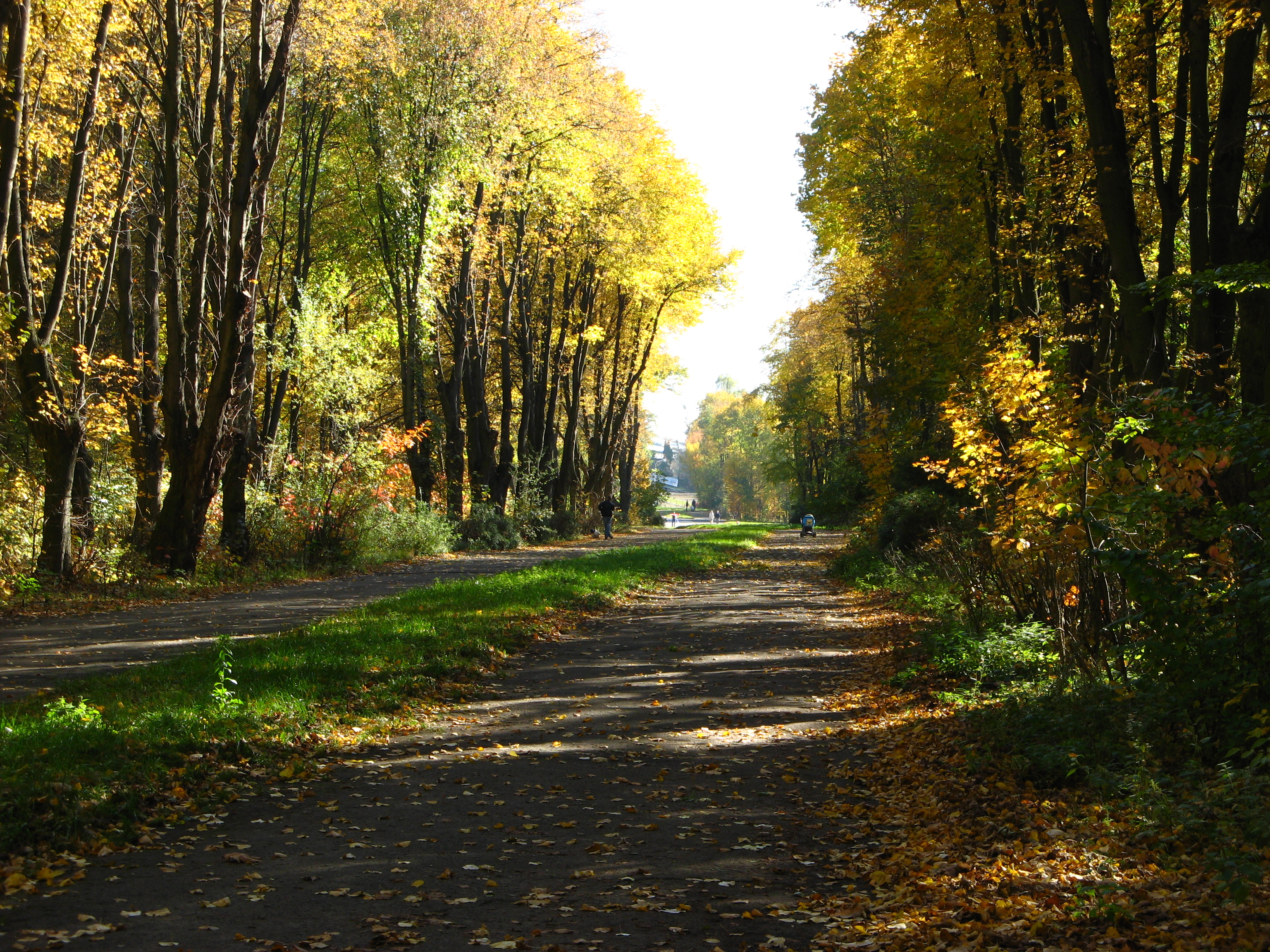
Центральна алея
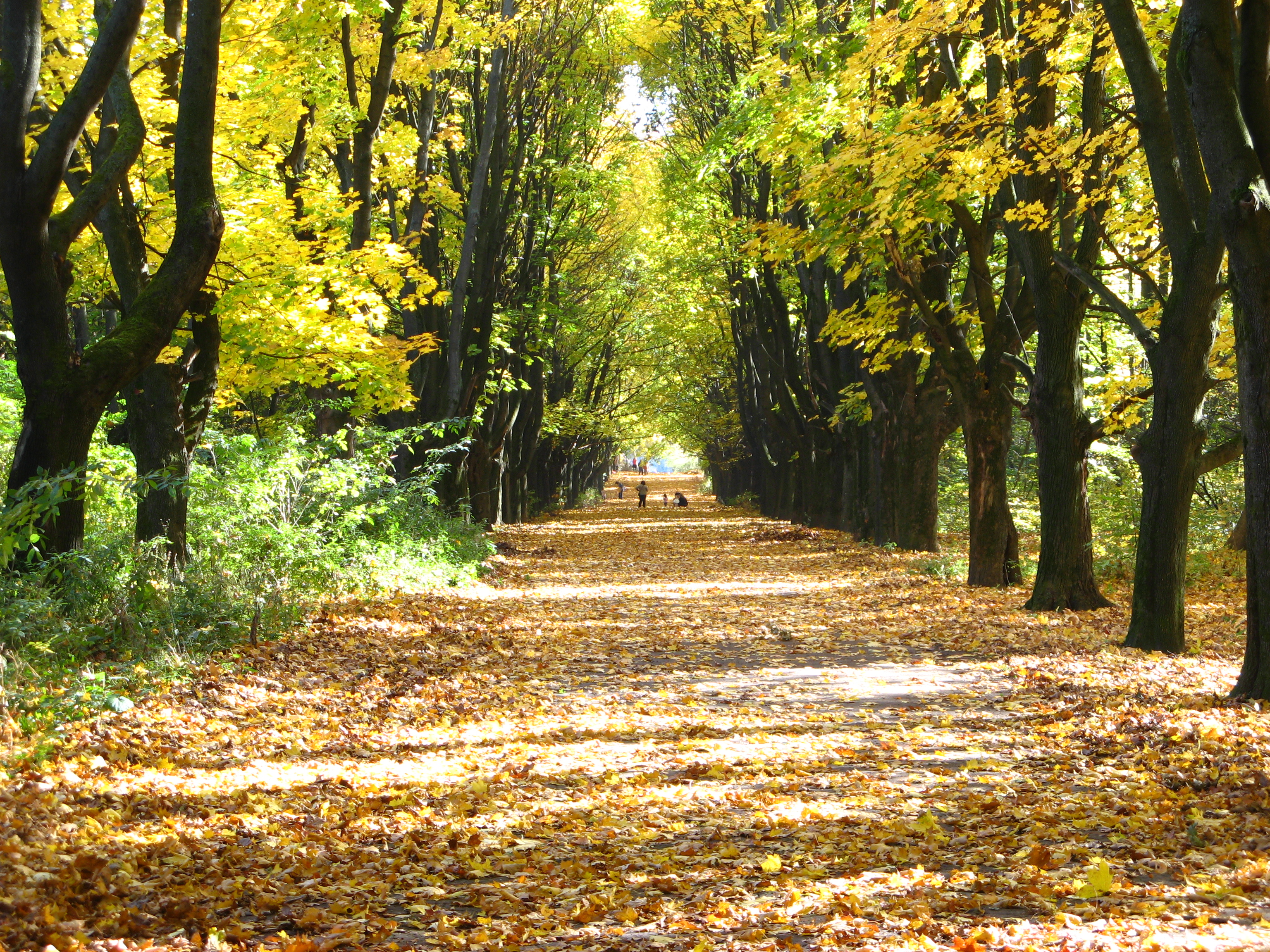
Кленова алея
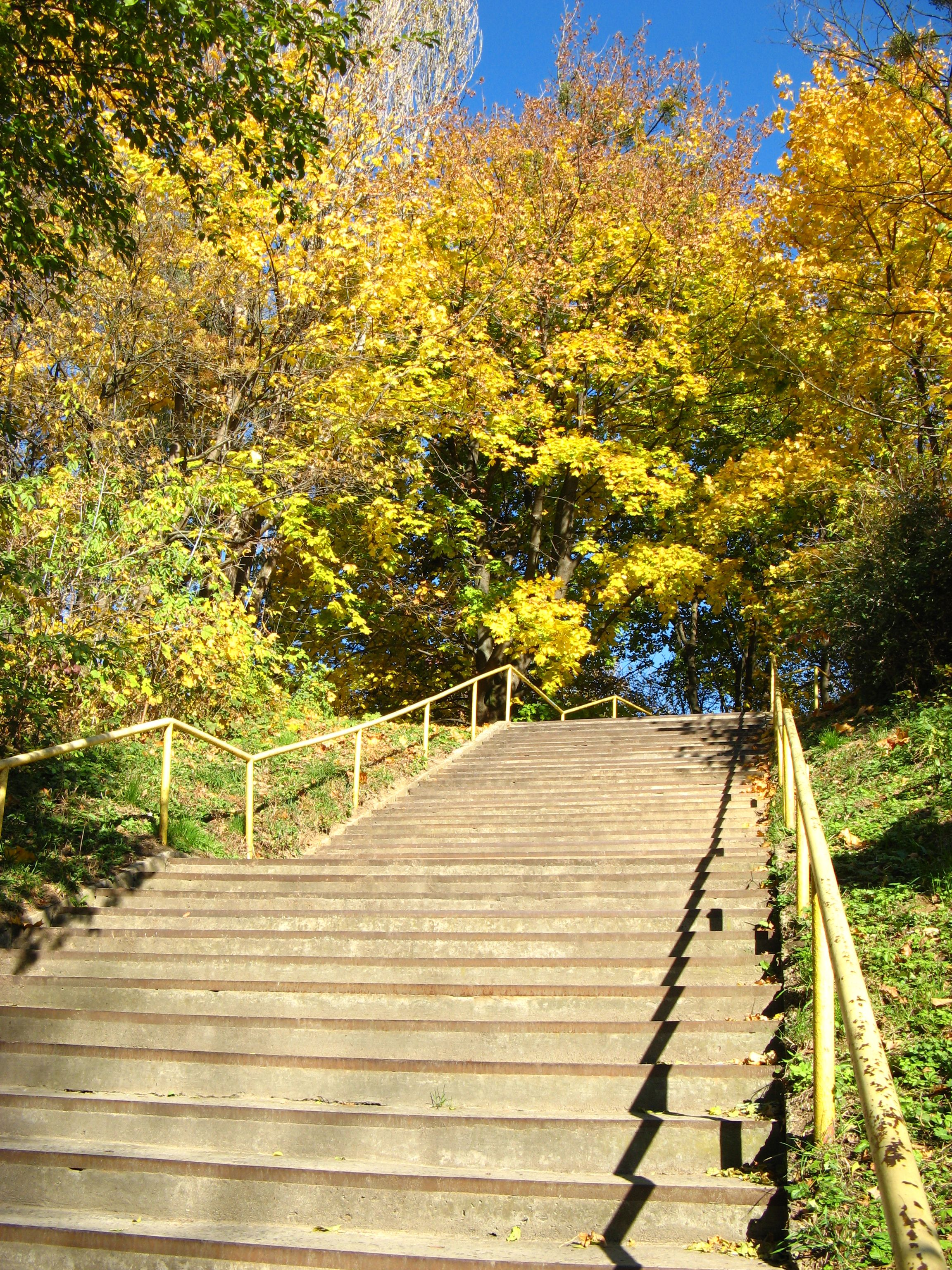
Сходи в парку з боку вулиці Стуса
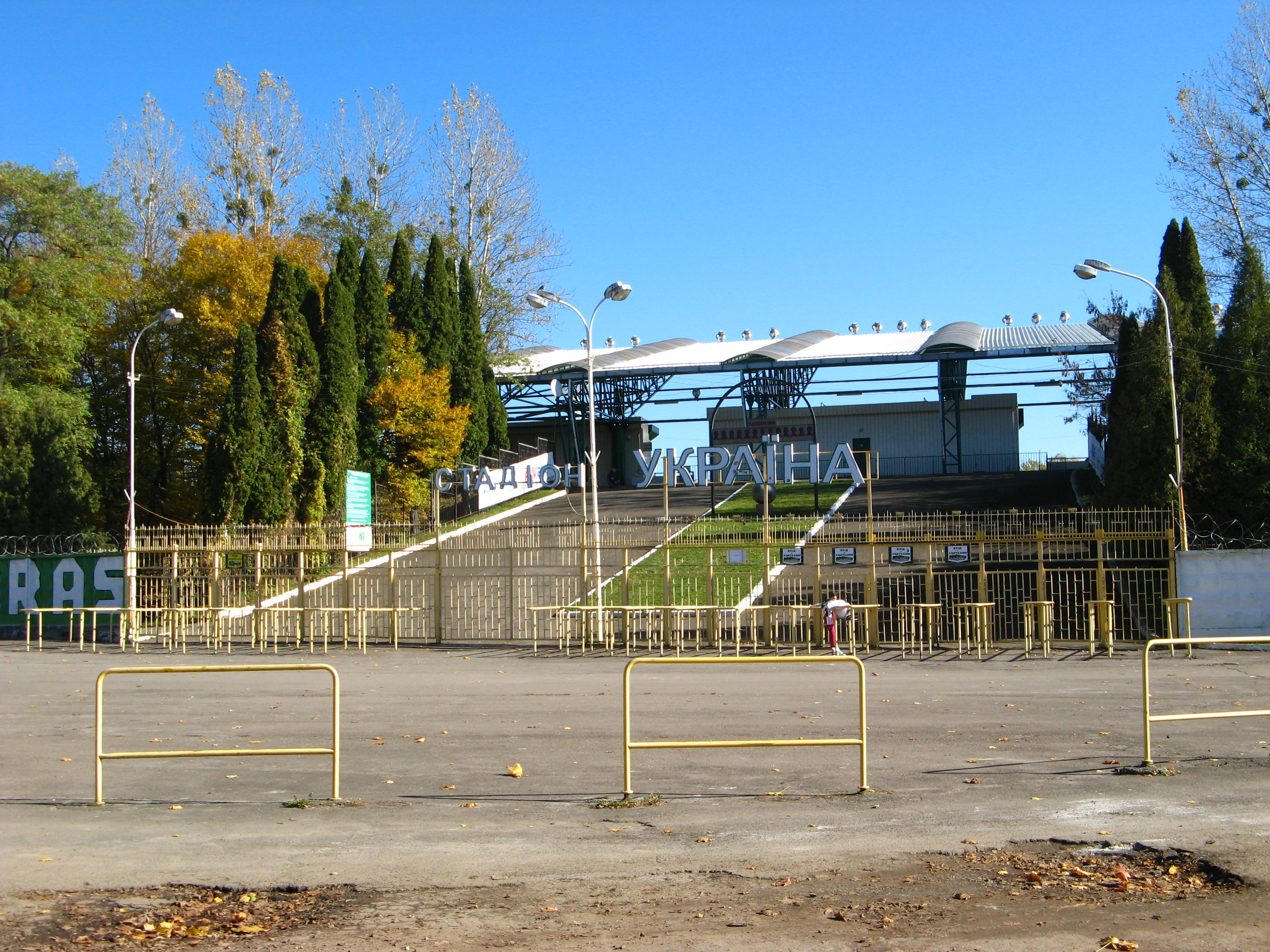
Західний вхід на стадіон «Україна»
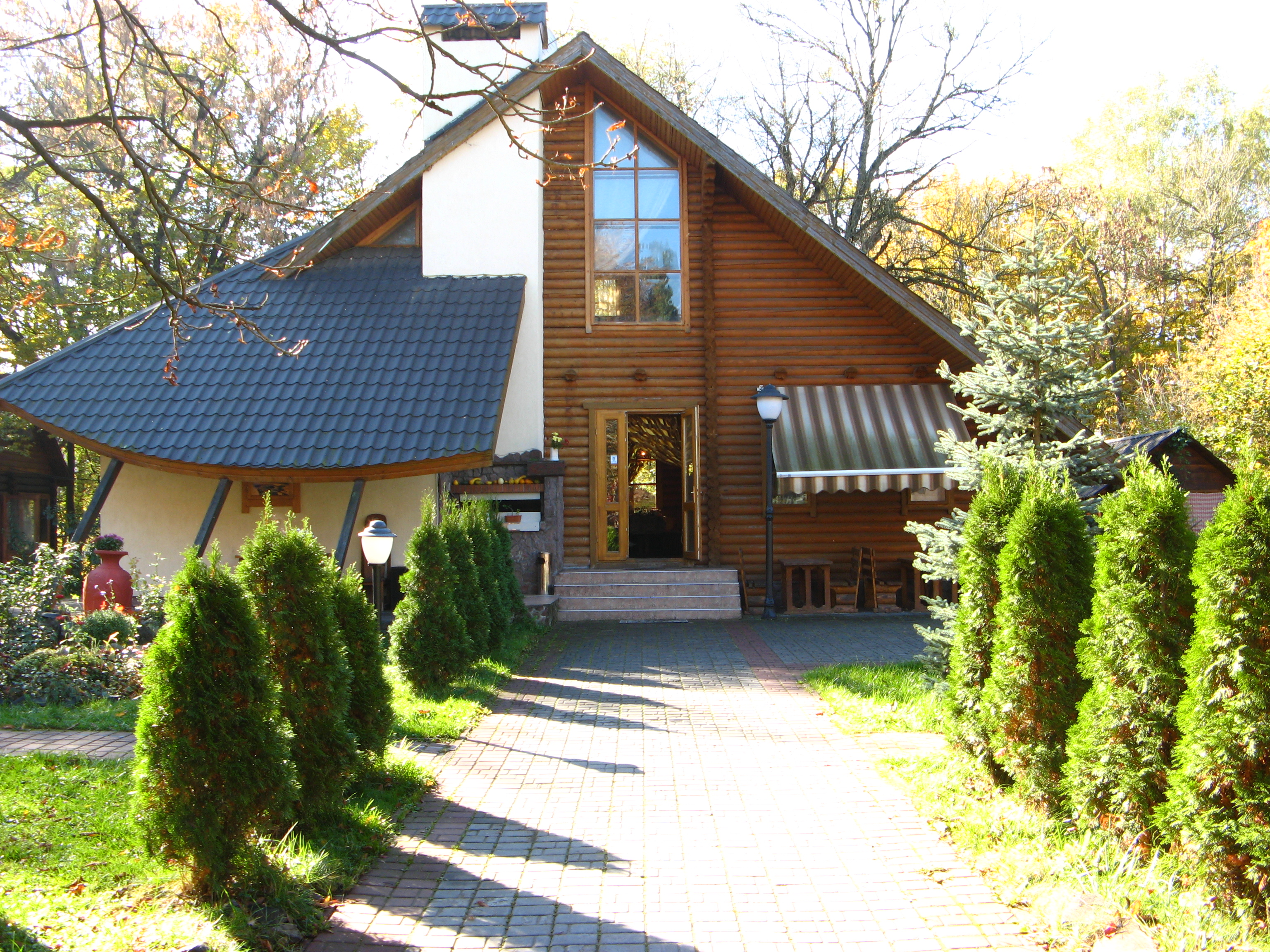
Ресторан «Хутірець»
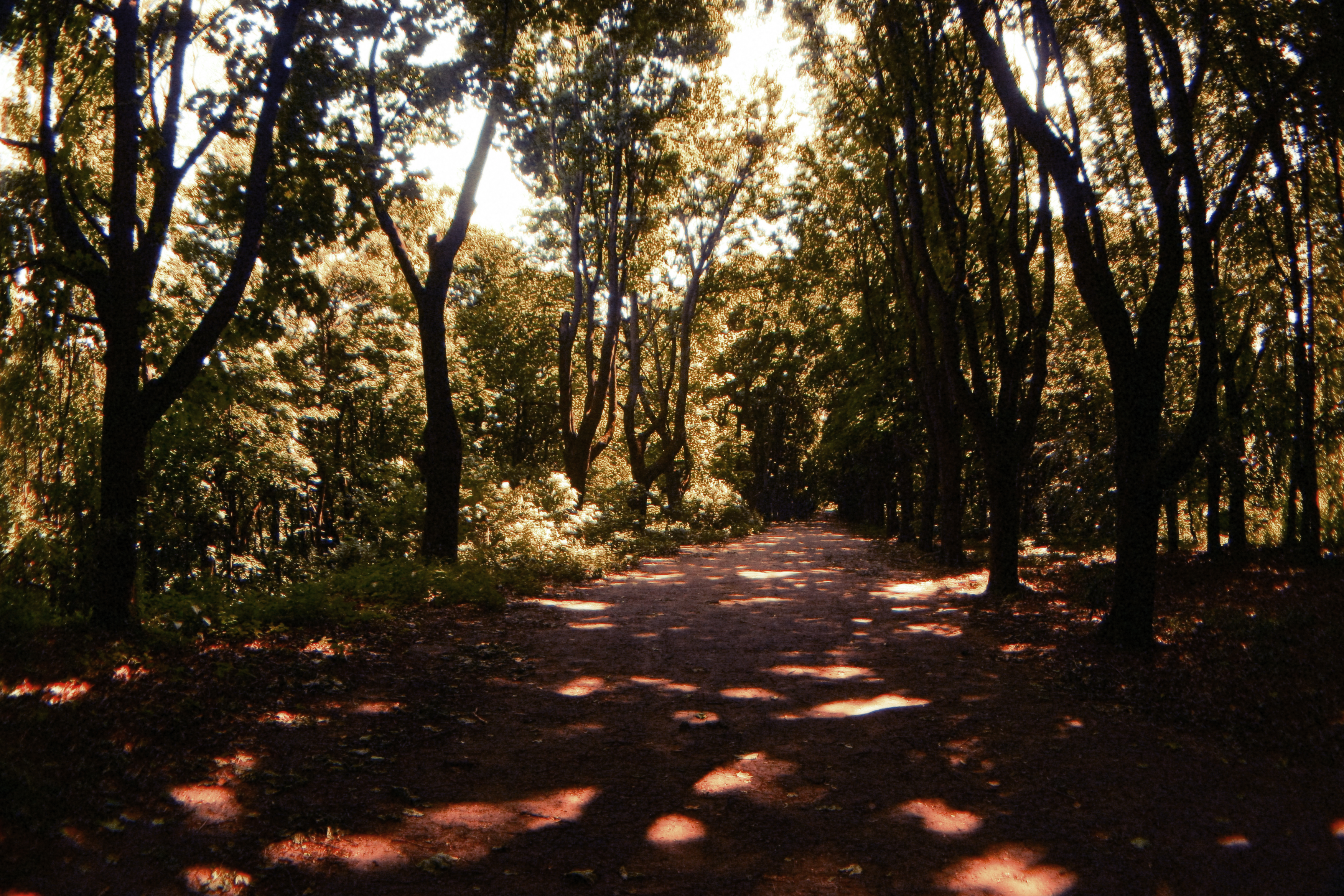
Алея в парку